# Ádam Pálóczi Horváth

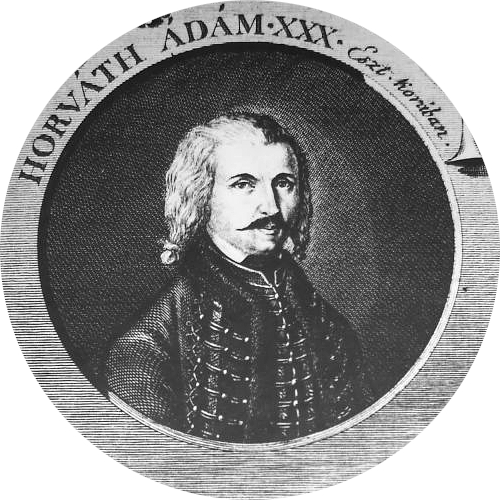
Ádam Horváth

Ádam Pálóczi Horváth [ˈaːdaːm ˈpaːloːtsi ˈhorvaːt] (* 11. Mai 1760 in Kömlőd; † 28. Januar 1820 in Nagybajom) war ein ungarischer Volksmusiksammler, Dichter und Komponist.
Über die Lebensumstände Horváths ist kaum etwas bekannt. Er war von 1787 bis 1790 Pächter der Szántódpuszta in Szántód am Balaton und gründete die literarische Gruppe Göcsejer Helikon. 1813 gab er die Sammlung Alte und neue Gesänge heraus, die 366 ungarische Volksmelodien enthält, über vierzig davon in eigener Bearbeitung. Sie stellt die erste Sammlung ungarischer Tänze und Lieder dar und ist eine wichtige Quelle für die ungarische Musikforschung.